# Heartbreak Station (singolo)
Heartbreak Station è una canzone del gruppo musicale statunitense Cinderella, pubblicata come secondo singolo del terzo ed eponimo album del gruppo, Heartbreak Station del 1990. Ha raggiunto la posizione numero 44 della Billboard Hot 100 e la numero 10 della Mainstream Rock Songs negli Stati Uniti.
Il cantante Tom Keifer ha scritto il testo di questa canzone evocando l'immagine di un treno sia come ricordo del suo amore perduto, sia come suo mezzo per la fuga. Si tratta di uno dei pochi pezzi della band in cui Keifer non canta con la sua caratteristica voce rauca (la utilizza solo in pochi versi).

## Tracce
7" Single Vertigo 1374
1. Heartbreak Station – 4:28
2. One for Rock and Roll – 4:29

Limited Edition - Shape - Picture - 10" Single Vertigo VERSP 53
1. Heartbreak Station – 4:28
2. Move Over – 3:21
3. Sick for the Cure – 3:59

7" Single Vertigo 878 792-7
1. Heartbreak Station – 4:28
2. Sick for the Cure – 3:59

## Classifiche
| Classifica (1991)             | Posizione massima |
| ----------------------------- | ----------------- |
| Canada                        | 51                |
| Regno Unito                   | 63                |
| Stati Uniti                   | 44                |
| Stati Uniti (mainstream rock) | 10                |